# Selby
Selby är en stad (town) och civil parish i kommunen North Yorkshire. Staden har cirka 12 000 invånare.[när?]
I staden finns ett kloster grundat 1069. Ett av dess fönster innehåller släkten Washingtons heraldiska vapen, som skall ha stått till grund för USA:s flagga.
Det Yorkshire-baserade alternativet till placering av European Spallation Source skulle innebära att anläggningen skulle placeras i närheten av staden, men det är inte aktuellt längre.